# That Joke Isn't Funny Anymore
"That Joke Isn't Funny Anymore" é uma canção da banda de rock britânica The Smiths. Apareceu pela primeira vez em seu álbum Meat Is Murder e foi lançado como single. Foi composta pelo guitarrista Johnny Marr e pelo cantor e letrista Morrissey. Marr citou essa como uma de suas músicas favoritas.

## Música e Letra
Em conversa com outra pessoa em um automóvel estacionado, o narrador da música defende e se identifica com as pessoas solitárias ou suicidas que são ridicularizadas. Partes da letra incluem interpretações literais e figurativas que divergem, dificultando a interpretação precisa da música. Morrissey revelou ao Melody Maker em 1985 que a canção era uma reação às repetidas tentativas de desacreditá-lo como um "falso" e ao ridículo jornalístico de suas letras, que focavam "no lado infeliz da vida". Rumores de que a música foi inspirada por uma "'amizade íntima' com um jornalista por volta de 1984-5" foram publicados pela primeira vez pela Uncut em 1998.
Como mostra a figura de abertura da música, a assinatura da música é relacionada ao tempo da valsa e à guitarra rítmica de Marr. As mudanças estridentes de acordes dão à música uma sensação emotiva arrebatadora. A estrutura da música é notável por sua forma incomum de ABCBC. O primeiro verso nunca é repetido na música. Marr afirma que a melodia da música "simplesmente caiu do teto". Foi uma das vezes em que o sentimento simplesmente caiu do teto e quase se repetiu.

## Recepção
Para muitos críticos, a música é o ponto focal de Meat Is Murder. Foi descrita como "uma balada monolítica de graça terna, mas imponente; uma partitura de beleza crua e sem reservas que Morrissey educadamente complementou", e a coda da música contém "uma das passagens vocais mais comoventes que Morrissey já gravou".
O single entrou no top 49 do UK Singles Chart. A data incomum do lançamento pode ter sido influenciada por sua posição modesta nas paradas: duas faixas não-LP, "How Soon Is Now?" e "Shakespeare's Sister" foram lançados como singles antes do lançamento de Meat Is Murder. Geoff Travis, proprietário da Rough Trade, afirmou que Morrissey insistiu no lançamento do single: "Eu disse a ele 'isso não é uma boa ideia'... e ele não aceitaria isso e, sendo eu, eu disse 'tudo bem..." A falta de novo material de estúdio no lado B e o descontentamento dos fãs com a versão de 7" sem uma coda instrumental são outras razões para sua relativa falta de sucesso comercial. Foi descrito por Jack Rabid do Allmusic como o primeiro single da banda que "não estava totalmente emocionante de comprar". Além disso, o single foi promovido de forma inadequada em geral, e uma recusa de última hora da banda em uma aparição no programa de televisão do Reino Unido Wogan reduziu seu potencial de exposição.

## Capa e Mensagem da matrix
A arte do single foi tirada de um cena do filme soviético de 1964, The Enchanted Desna. Apresenta um ator infantil, o original não cortado também apresentando a mãe da criança na tela. De acordo com Morrissey, “Os olhos estão incrustados de mágoa e sabedoria prematura”. A imagem foi retirada de uma edição de 1965 de uma revista especializada em cinema. Um desenho de manga rejeitado incluía a imagem de uma galinha morta.
Os lançamentos de vinil de sete e 12 polegadas apresentam a mensagem matricial "OUR SOULS OUR SOULS OUR SOULS" (lado A e lado B de 7 polegadas e lado A de 12 polegadas). O lado A canadense de 12 polegadas apresenta a mensagem "HELEN WHEELS".

## Lista de músicas

### 7"RT186
1. "That Joke Isn't Funny Anymore" (editado) - 3:49
2. "Meat Is Murder" (ao vivo) - 5:34

### 12-inchRTT186
1. "That Joke Isn't Funny Anymore" - 4:57
2. "Nowhere Fast" (ao vivo) - 2:31
3. "Stretch Out and Wait" (ao vivo) - 2:49
4. "Shakespeare's Sister" (ao vivo) - 2:12
5. "Meat Is Murder" (ao vivo) - 5:34

## Formação
- Morrissey - Vocal
- Andy Rourke - Baixo
- Mike Joyce - Bateria
- Johnny Marr - Guitarra

## Paradas musicais
| Parada musical                           | Pico |
| ---------------------------------------- | ---- |
| Irlanda (IRMA)                           | 20   |
| UK Singles (The Official Charts Company) | 49   |